# 1400 en musique classique
| \| • Retour à la chronologie générale de la musique classique • \| |
| Grèce • Rome • Haut Moyen Âge • VIIIe siècle • IXe siècle • Xe siècle • XIe siècle XIIe siècle • XIIIe siècle • XIVe siècle • XVe siècle • XVIe siècle • XVIIe siècle XVIIIe siècle • XIXe siècle • XXe siècle • XXIe siècle |
| • Retour à la chronologie générale de la musique classique • |

| Années en musique classique : 1397 - 1398 - 1399 - 1400 - 1401 - 1402 - 1403    |
| Décennies en musique classique : 1370 - 1380 - 1390 - 1400 - 1410 - 1420 - 1430 |

## Naissances
Vers 1400 :

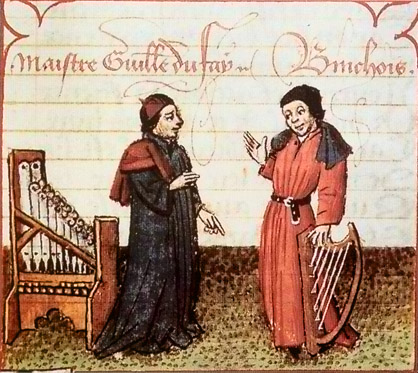
Guillaume Dufay (à gauche) et Gilles Binchois (à droite)

- Gilles Binchois, compositeur franco-flamand († 20 septembre 1460).
- Johannes Brassart, compositeur franco-flamand de l'école bourguignonne († avant le 22 octobre 1455).
- Guillaume Dufay, compositeur franco-flamand († 27 novembre 1474).
- Petrus Wilhelmi de Grudencz (Piotr z Grudziądza), compositeur prussien (polonais) († vers 1480).
- Guillaume Malbecque, compositeur franco-flamand († 29 août 1465).
- Mikołaj z Radomia, compositeur polonais († après 1450).
- Henri Arnault de Zwolle, médecin, astronome et organiste franco-flamand († 1466).

## Décès
- mai : Martinus Fabri, compositeur franco-flamand.